# 1810 en droit
Cet article présente les faits marquants de l'année 1810 en droit.

## Événements
- France :
  - 12 février : promulgation du Code pénal impérial français par Napoléon Bonaparte. Il restera en vigueur jusqu'au 1er mars 1994.

## Décès
- 18 mars : Ernst Ferdinand Klein, jurisconsulte prussien, qui a collaboré à la rédaction du code prussien (° 3 septembre 1744).